# مزول

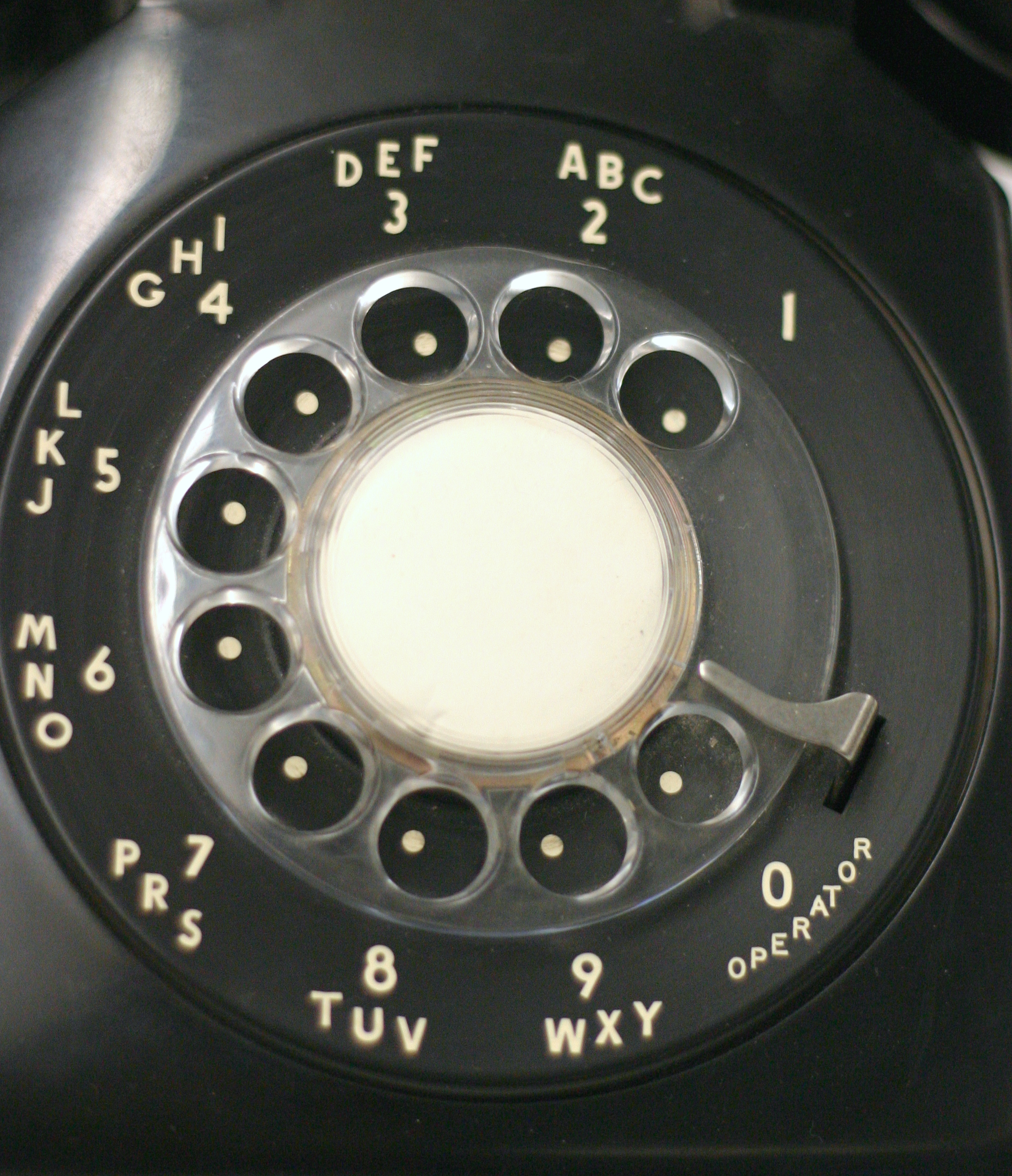
مزول بأرقام وحروف. قد تساعد الحروف في حفظ أرقام الآخرين

المِزْوَل أو المُدَرَّجة أو القُرص المدرَّج أو قرص الهاتف أحدُ مكونات الهاتف التي تنفذ تقنية إشارات في الاتصالات تُعرف باسم الطلب النبضي . تُستخدم عند بدء مكالمة هاتفية لنقل رقم هاتف الوِجْهَة إلى بدالة الهاتف .
على قرص الهاتف الدوار ، يتم ترتيب الأرقام في تخطيط دائري بحيث يمكن تدوير عجلة الإصبع ضد التوتر الزنبركي بإصبع واحد. تتوافق الزاوية التي يدور فيها القرص، من موضع كل رقم إلى موضع توقف الإصبع الثابت، مع الرقم المطلوب.
عند تحرير الإصبع، يعود القرص إلى وضع البدء مدفوعاً بالزنبرك بسرعة ينظمها جهاز حاكم الطرد المركزي. أثناء دوران العودة هذا، يقطع الاتصال الهاتفي التيار الكهربائي المباشر لخط الهاتف ( الحلقة المحلية ) عدداً من المرات يتوافق بكل رقم مطلوب ، وبالتالي يولد نبضات كهربائية تفكها بدالة الهاتف في كل رقم طُلِب. يتم ترميز كل رقم من الأرقام العشرة في تسلسل لتتوافق مع عدد النبضات ، لذلك تسمى الطريقة أحيانًا الاتصال الهاتفي التنازلي .

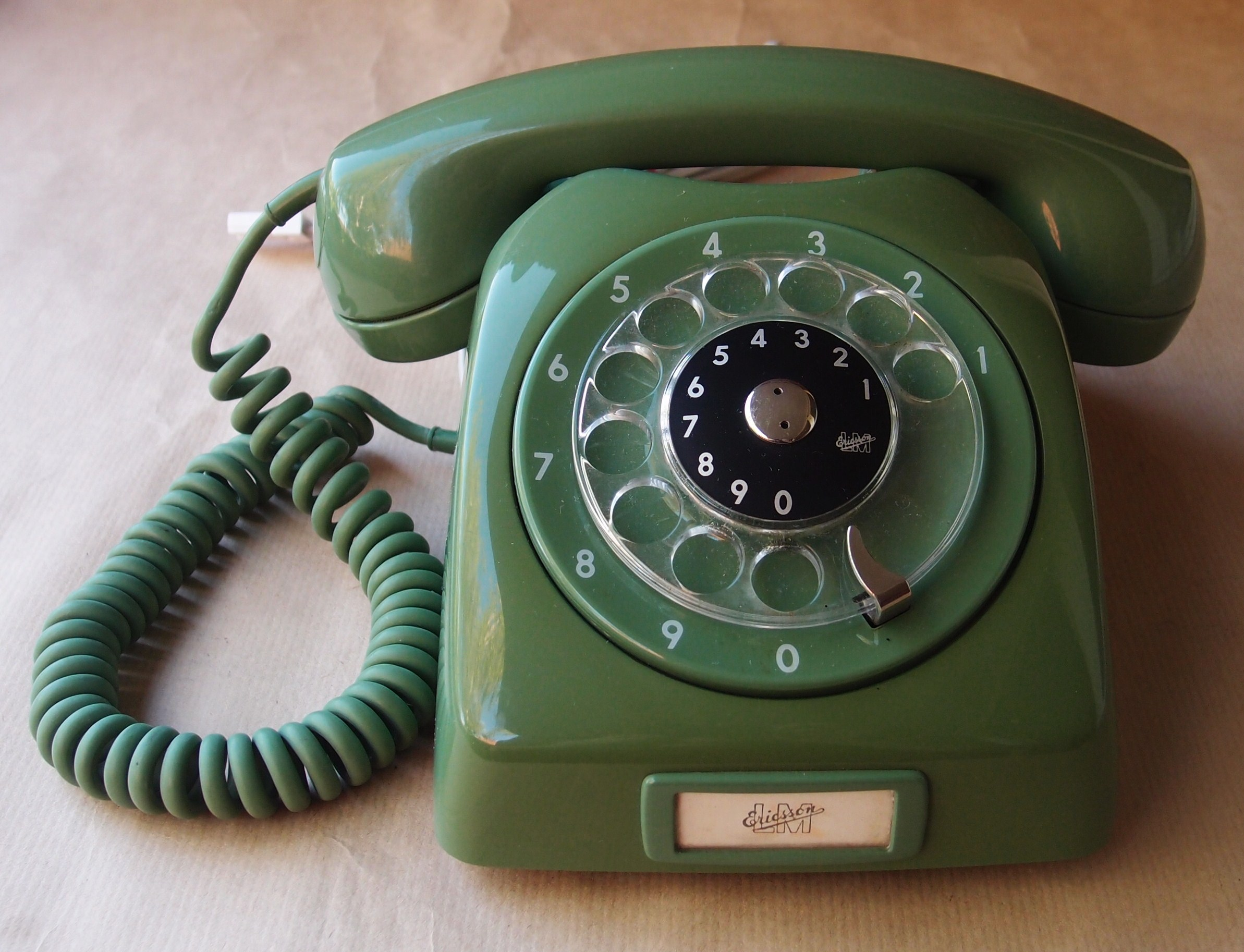
LM Ericsson Dialog من الستينيات والذي ظل شائعًا في السويد حتى الثمانينيات